# Jørgen Haugen Sørensen

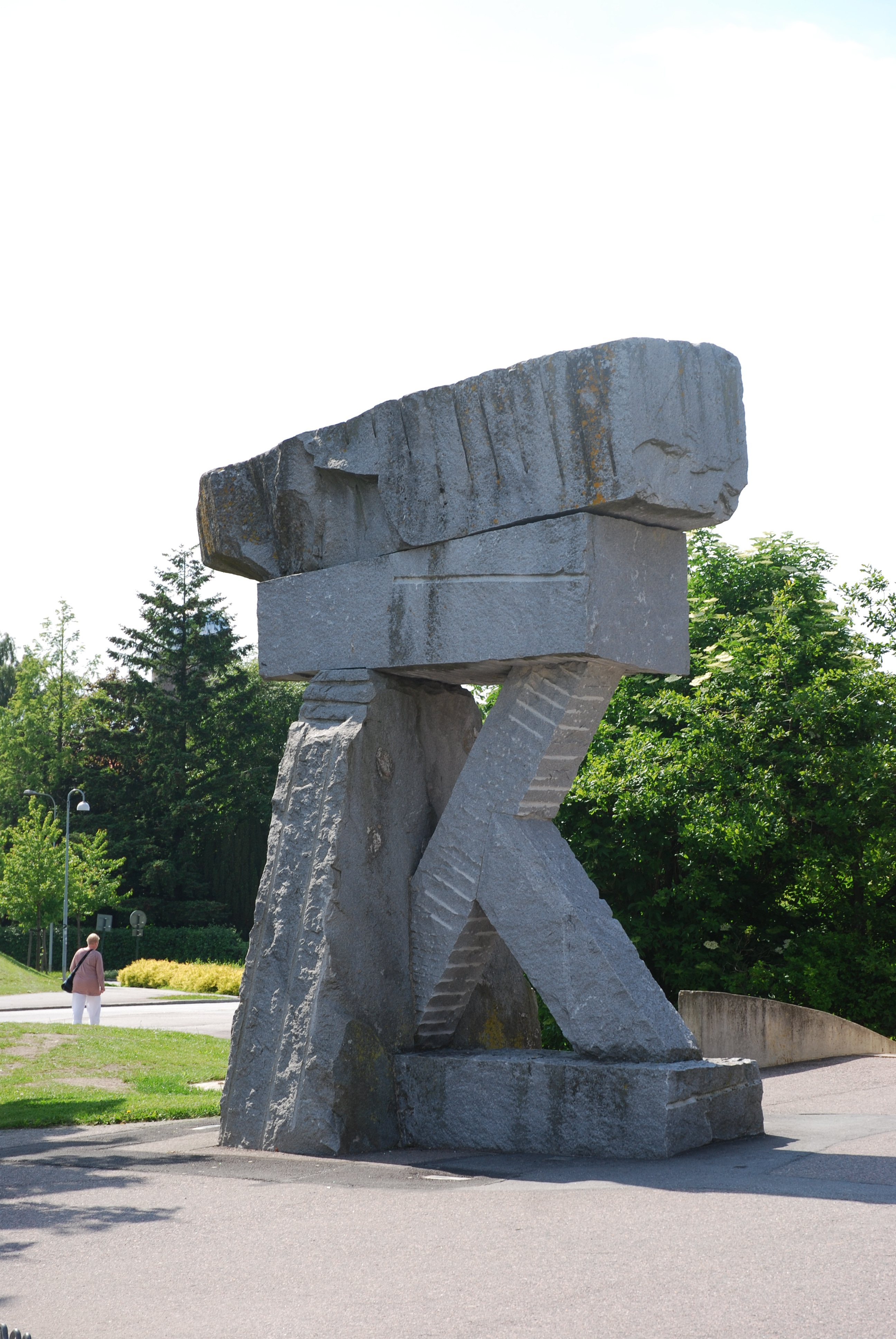
Vikten, Lunds Tekniska Högskola, Lund.

Jørgen Haugen Sørensen, född 13 oktober 1934 i Köpenhamn, död 18 november 2021 i Pietrasanta i Toscana, Italien, var en dansk skulptör och filmmakare.
Jørgen Haugen Sørensen växte upp i ett fattigt arbetarhem i Köpenhamn och är bror till målaren Arne Haugen Sørensen. När han var 15 år gammal gick han i lära för att bli stuckatör och keramiker och gick därefter på Danmarks Designskole i Köpenhamn. Han har länge bott och arbetat utomlands, under 1960-talet i Paris, och därefter i Italien. Han har fått Eckersbergmedaljen 1969 och Thorvaldsenmedaljen 1979.

## Offentliga verk i urval
- Fabriksbyggnad (1988), Olympiaparken i Seoul i Sydkorea
- Sorg (1990), Det franske universitetet i Istanbul i Turkiet
- Skeppet (1994), portugisisk granit, utanför Teknologernas kårhus, Lund
- Vikten (1994), portugisisk granit, Lunds Tekniska Högskola
- Väggarna (1994), portugisisk granit, Lunds Tekniska Högskola

## Fotogalleri

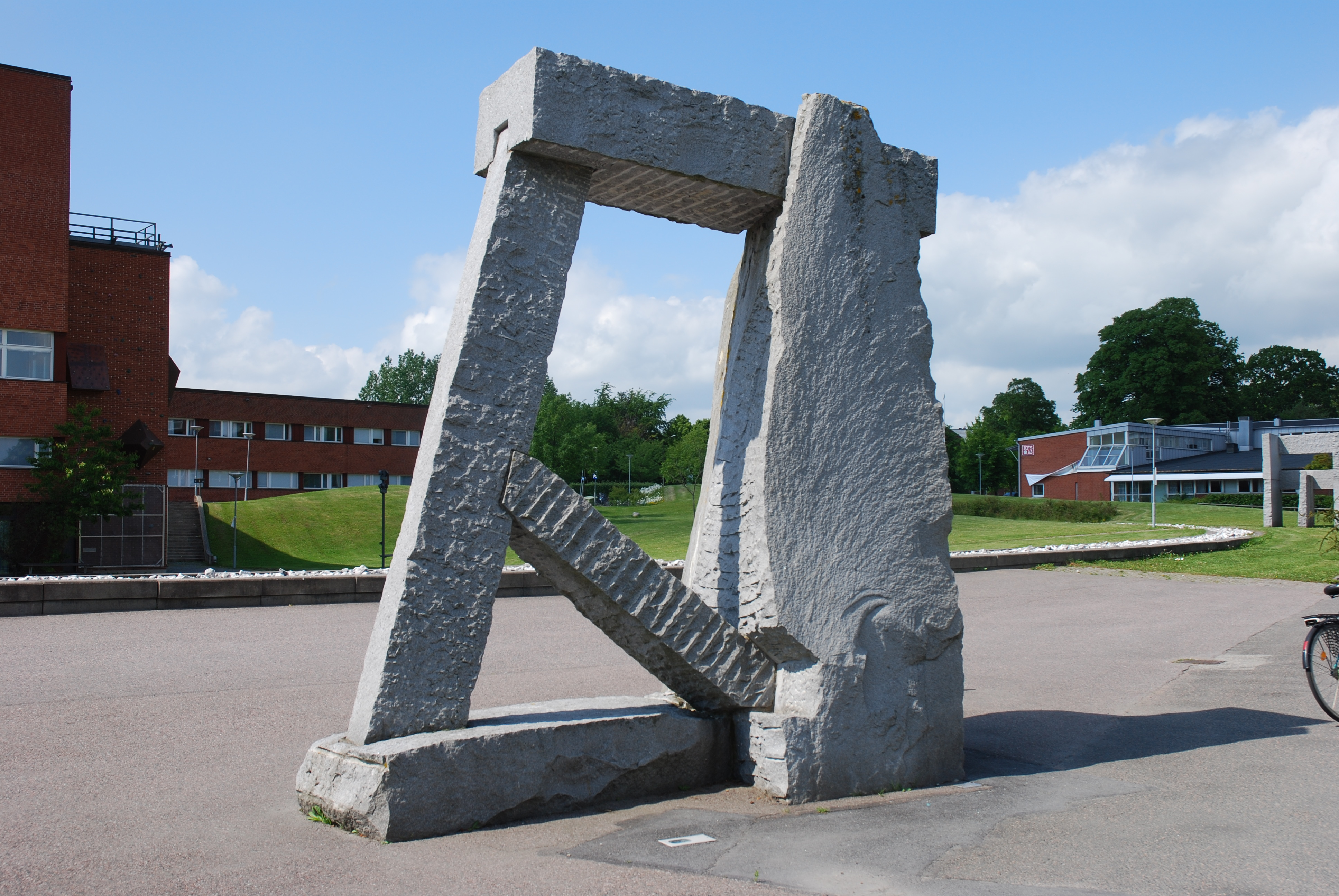
Skeppet, Lunds Tekniska Högskola
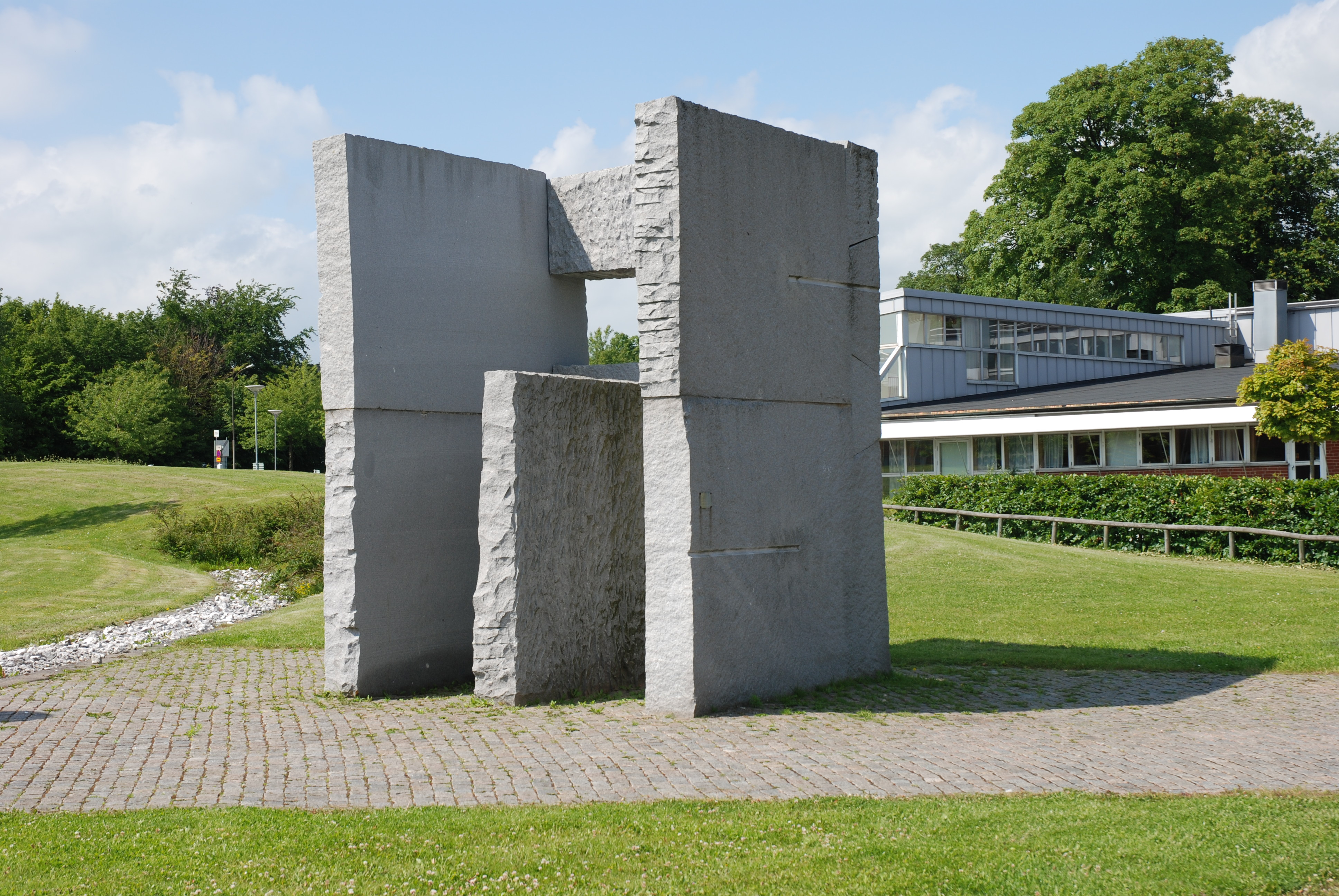
Väggarna, Lunds Tekniska Högskola